# Henllan
Henllan est un village et une communauté du Denbighshire, au pays de Galles.
Il est situé dans l'ouest du comté, près de la frontière du borough de comté de Conwy, à 3 km au nord-ouest de la ville de Denbigh.

## Démographie
Au recensement de 2011, la communauté de Henllan comptait 862 habitants.